# عبد الرحيم دقلو
عبد الرحيم حمدان دقلو هو نائب قائد قوات الدعم السريع منذ 2018، وهي منظمة شبه عسكرية في السودان. نما النفوذ السياسي لعبد الرحيم عندما وأقام علاقات قوية داخل البشير النظام. لعب دورا في قتل المتظاهرين خلال احتجاجات 2019.
عبد الرحيم، المولود في جنوب دارفور في أوائل السبعينيات، هو شقيق محمد حمدان دقلو، المعروف أيضًا باسم حميدتي، قائد قوات الدعم السريع. خدم عبد الرحيم في البداية في حرس الحدود، وترقى إلى رتبة عقيد عند إنشاء قوات الدعم السريع في عام 2013. وإلى جانب مسيرته العسكرية، عملت عائلة دقلو في الأنشطة التجارية، بما في ذلك التعدين والتنقيب عن الذهب، ولا سيما مع شركة الجنيد.
وفي عام 2023، عندما اشتبكت قوات الدعم السريع مع الجيش السوداني، وواجه عقوبات دولية بسبب انتهاكات لحقوق الإنسان. ودافع عبد الرحيم عن نفسه مدعيا أن العقوبات غير عادلة، في حين أكدت الولايات المتحدة على ضرورة المحاسبة.

## سيرة شخصية
عبد الرحيم حمدان دقلو، من مواليد جنوب دارفور مطلع السبعينيات، ينحدر من قبيلة المحاميد من قبيلة الرزيقات العربية البدوية،  المعروفة بالتجارة والرعي. وهو شقيق محمد حمدان دقلو الشهير بحميدتي قائد قوات الدعم السريع.
خدم عبد الرحيم في البداية في حرس الحدود، المؤلف بشكل رئيسي من القبائل العربية، والذي استخدمه نظام الرئيس السابق عمر البشير في صراع دارفور. ترقى إلى رتبة رقيب أول ثم أصبح عقيداً عند تأسيس قوات الدعم السريع عام 2013.
بالتوازي مع مسيرته العسكرية، انخرطت عائلة دقلو في أنشطة تجارية واسعة النطاق، وأسست شركات التعدين والتنقيب عن الذهب، ولا سيما شركة الجنيد، التي امتدت عملياتها في الخرطوم ودارفور ومواقع أخرى في السودان.
ونما النفوذ السياسي لعبد الرحيم بعد أن أصبح نائبا لقائد قوات الدعم السريع في عام 2018. وقام ببناء علاقات قوية داخل نظام البشير، خاصة مع القادة الأمنيين، مما عزز سلطة قوات الدعم السريع. خلال احتجاجات 2018، لعب عبد الرحيم في البداية دورًا في حماية المتظاهرين وساهم في إسقاط نظام البشير، لكنه متهم بإصدار الأمر بمذبحة الخرطوم في اعتصام القيادة العامة في يونيو/حزيران 2019.

### حرب السودان 2023
واندلع الصراع بعد أربع سنوات من الإطاحة بالرئيس عمر البشير، بسبب التوترات بين الجيش وقوات الدعم السريع، اللذين قاما معًا بانقلاب في عام 2021. أصدر الحاكم العسكري السوداني، الفريق أول عبد الفتاح البرهان، مؤخرًا مرسومًا بحل قوات الدعم السريع، وهي خطوة اعترض عليها حميدتي. وبعد اشتباك قوات الدعم السريع مع الجيش السوداني في أبريل 2023، انتشرت مقاطع فيديو لعبد الرحيم تؤكد دوره القيادي. غادر عبد الرحيم السودان، وسافر عبر دارفور لتشاد وكينيا.
في سبتمبر 2023، واجه عبد الرحيم دقلو عقوبات أمريكية، حيث أدرج في لائحة العقوبات الأمريكية المعروفة بقائمة الرعايا المعينين خصيصاً والأشخاص المحظورين التي يديرها مكتب مراقبة الأصول الأجنبية التابع لوزارة الخزانة الأميركية، بسبب علاقته المزعومة بانتهاكات حقوق الإنسان وقضايا أخرى في السودان أثناء الحرب في السودان. وتأتي العقوبات المفروضة على دقلو وسط صراع مستمر بين قوات الدعم السريع والجيش السوداني، خاصة في غرب دارفور، حيث تتهم قوات الدعم السريع والميليشيات المتحالفة معها بارتكاب أعمال عنف. تأتي هذه العقوبات في المقام الأول ردًا على انتهاكات حقوق الإنسان المزعومة المرتبطة بعبد الرحيم دقلو ودوره في قوات الدعم السريع، فضلاً عن علاقته بالشركات، مثل شركة تعدين الذهب، التي واجهت عقوبات أيضًا. وجاءت هذه العقوبات في أعقاب قرار الرئيس السوداني عبد الفتاح البرهان بحل قوات الدعم السريع وإلغاء استقلالها والسماح بالملاحقة القانونية لأعضائها.
وذكر دقلو أن العقوبات غير عادلة وتفتقر إلى تحقيق واضح. ودافعت سفيرة الولايات المتحدة لدى الأمم المتحدة، ليندا توماس جرينفيلد، عن العقوبات، مؤكدة على ضرورة تحقيق العدالة والمساءلة عن الفظائع المرتكبة ضد الشعب السوداني.
كما ادعى دقلو أن قوات الدعم السريع حصلت على مخزون كبير من الأسلحة والإمدادات التي يمكن أن تكفي لعقدين من الزمن. ومن ناحية أخرى، يواجه السودان أزمة إنسانية، حيث يحتاج ملايين الأشخاص إلى المساعدة، ويفر عدد كبير من اللاجئين إلى البلدان المجاورة، بما في ذلك تشاد وجمهورية أفريقيا الوسطى ومصر وإثيوبيا وجنوب السودان. وقد دعت الأمم المتحدة إلى توفير تمويل كبير لتلبية الاحتياجات الإنسانية في السودان، لكنها لم تحصل إلا على جزء صغير من المبلغ المطلوب حتى الآن.